# イオン (ミュージシャン)
イオン（Eon）ことイアン・ラヴデイ（Ian Loveday、1954年9月22日 – 2009年6月17日）は、イギリスのレイブの草分けとされるテクノミュージシャン。“Spice”や“Fear the Mind Killer”などの曲が1980年代後半から1990年代初頭にかけて人気を博した。
2009年6月17日、肺炎の悪化により死亡。54歳だった。

## ディスコグラフィー

### アルバム
- Void Dweller (1992)
- Basket Case (1992)
- Sum of Parts (2002)
- Device (2006)
- Brain Filter (2007)
- Great Indoors (2008)